# Calathea hirta
Calathea hirta là một loài thực vật có hoa trong họ Marantaceae. Loài này được Ravenna mô tả khoa học đầu tiên năm 2004.